# Casa Nubiola
La Casa Nubiola és una obra modernista de Castellterçol (Moianès) inclosa a l'Inventari del Patrimoni Arquitectònic de Catalunya.

## Descripció
Torre de planta quadrada envoltada de jardí. Consta de planta baixa i dos pisos amb coberta a dues aigües. Corona l'edifici una petita torre de secció quadrada amb coberta de fusta modernista a quatre vessants. La casa d'inicis del segle xix va ser ampliada a principis del segle xx; d'aquesta remodelació és el ràfec de fusta a sota del qual hi ha unes pintures modernistes d'essers mitològics. El parament és de pedra emblanquinada.